# Cot Reunggeureunung
Cot Reunggeureunung är ett berg i Indonesien.   Det ligger i provinsen Aceh, i den västra delen av landet, 1 700 km nordväst om huvudstaden Jakarta. Toppen på Cot Reunggeureunung är 360 meter över havet, eller 152 meter över den omgivande terrängen. Bredden vid basen är 4,4 km.
Terrängen runt Cot Reunggeureunung är kuperad söderut, men norrut är den platt.Runt Cot Reunggeureunung är det ganska tätbefolkat, med 160 invånare per kvadratkilometer. Närmaste större samhälle är Reuleuet, 9,5 km öster om Cot Reunggeureunung. I omgivningarna runt Cot Reunggeureunung växer i huvudsak städsegrön lövskog.